# Amstel (straat)

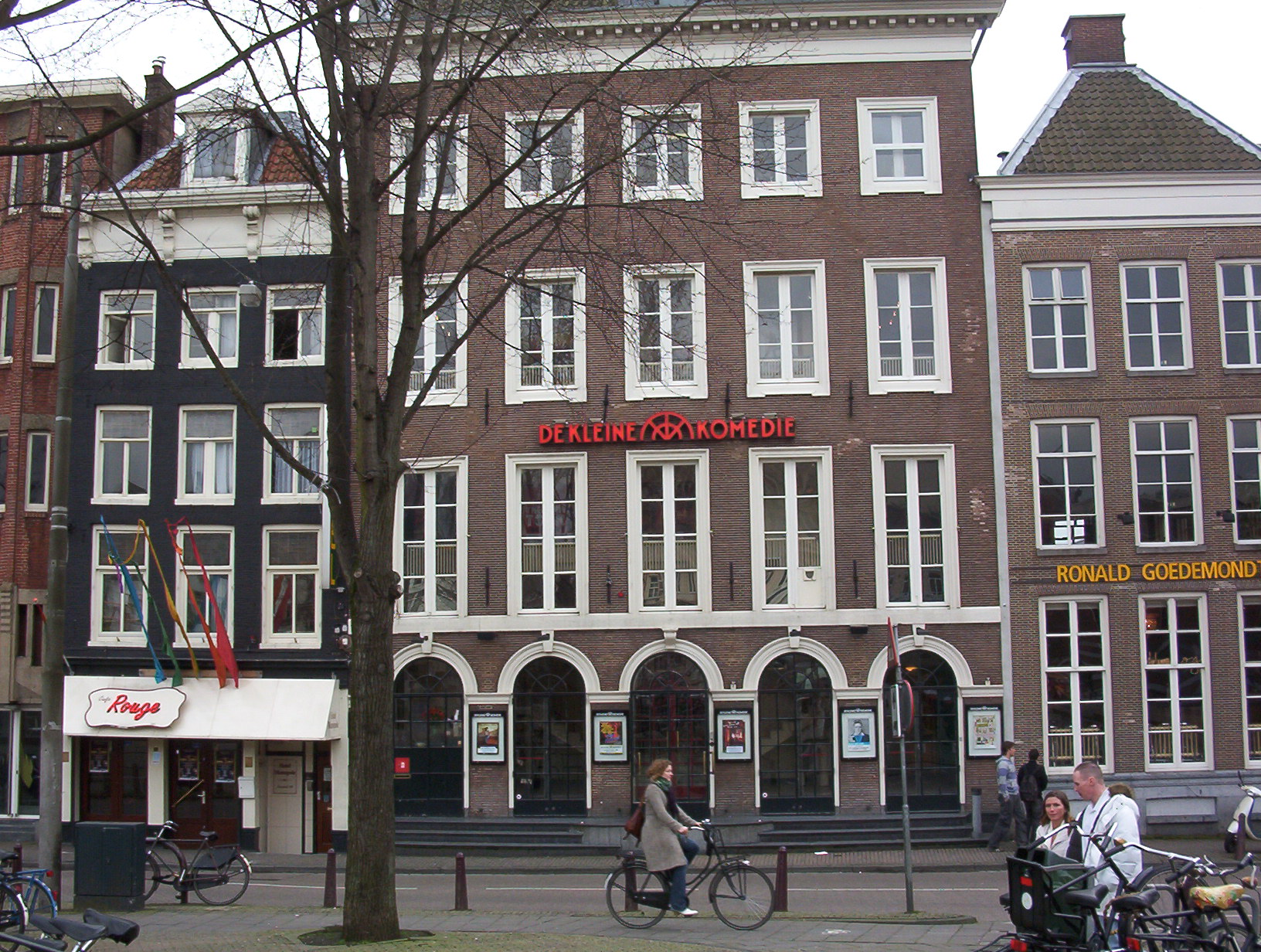
Links homocafé Rouge en in het midden theater De Kleine Komedie aan de Amstel in Amsterdam.

Amstel is een straat in Amsterdam die langs een deel van de gelijknamige rivier loopt. De Amstel is vooral bekend door enkele theaters en een museum. Ook bevindt zich er een concentratie van homocafés.
Volgens de huisnummering begint de straat bij het Muntplein, volgt de Binnenamstel, buigt ter hoogte van de Stopera naar het zuiden en eindigt waar de Sarphatistraat via de Hogesluis de Amstel kruist. De rechteroever tussen de Halvemaansbrug en de Groenburgwal heet sinds 1913
het 's-Gravenlandseveer.

straat èn rivier Amstel, met rechts uitzicht op de Blauwbrug en Stopera (2023)

In de bocht kan men vanaf de Amsteloever via de Blauwbrug het Waterlooplein en de Stopera bereiken en voorbij de bocht worden de westelijke en de oostelijke Amsteloevers verbonden door de Magere Brug. De oostelijke oever van de Amstel gaat ten zuiden van de Mauritskade over in de Weesperzijde.

## Cultuur
Aan de Amstel en de Weesperzijde bevinden zich enkele bekende culturele instellingen:
Op nummer Amstel 56-58 bevindt zich het theater De Kleine Komedie. Dit werd gebouwd in 1786 en werd als "Theatre Français sur l'Erwtemarkt" onder meer bezocht door Napoleon en Koning Willem I. Na uiteenlopende andere bestemmingen kreeg het in 1947 de huidige naam.
Vlak na de bocht ligt aan de overkant op nummer Amstel 51 het vroegere Amstelhof. Dit grote gebouw in sobere klassieke stijl werd in 1681 gebouwd door de Diaconie van de Gereformeerde (later Hervormde) Gemeente als tehuis voor hulpbehoevende bejaarden. Na een ingrijpende renovatie werd hier in juni 2009 het museum Hermitage Amsterdam geopend dat sinds september 2023 het H'ART Museum heet.
Verder zuidwaarts ligt aan de Amstel op nummer 115-125 het Koninklijk Theater Carré. Dit gebouw in neorenaissancestijl werd in 1887 geopend als Circus Carré, op de plek waar al sinds 1879 het Koninklijk Nederlandsch Circus Oscar Carré wintervoorstellingen gaf in een houten gebouw. Rond 1900 veranderde de functie in een theater.
Bij de Magere Brug vindt jaarlijks op Bevrijdingsdag een klassiek concert op drijvende pontons plaats, dat voorheen door koningin Beatrix en tegenwoordig door koning Willem-Alexander wordt bijgewoond. Tot 2017 vond tijdens Koningsdag en de Amsterdam Gay Pride ter hoogte van de brug naar de Kloveniersburgwal een straatfeest plaats, dat kenmerkend was voor de wat meer volkse homocultuur.

## Homohoreca

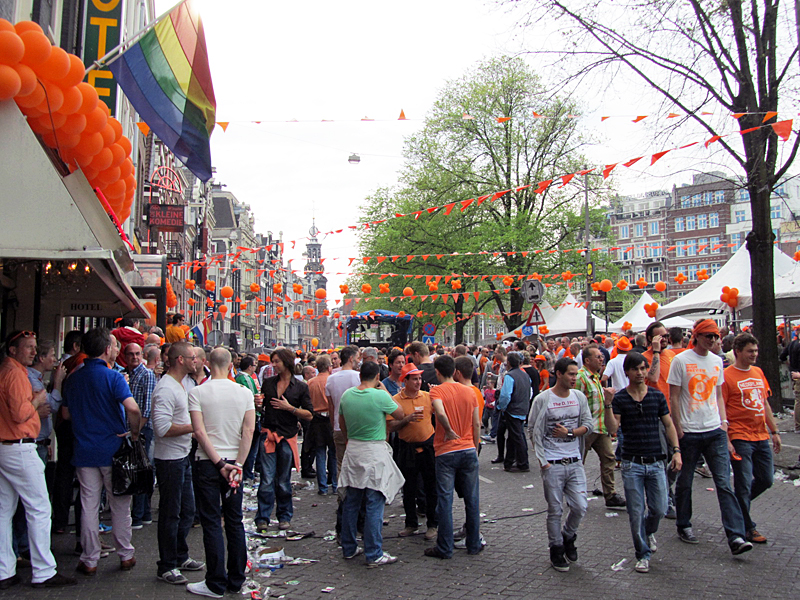
Straatfeest bij de homocafés langs de Amstel, ter gelegenheid van Koninginnedag (hier op 30 april 2012).

Het noordelijke stuk van de Amstel is tevens een van de straten waar zich vanouds een concentratie van de Amsterdamse homohoreca bevindt.
Al in 1929 werd op nummer 14 homocafé Du Merlo geopend. Dit was, samen met het twee jaar eerder geopende Café 't Mandje aan de Zeedijk, een van de eerste homozaken van Amsterdam. Later stond de zaak aan de Amstel nummer 14 nog bekend onder de namen Sombrero, Moor's Eldorado en Gaiety en fungeerde sinds 2003 nog ongeveer 10 jaar als homocafé onder de naam Wapen van London.
Een andere bekende homozaak is de Amstel Taveerne, sinds oktober 2007 Amstel Fifty Four geheten, op nummer 54 op de hoek met de Halvemaansteeg. Hoewel pas geopend in 1964 denkt menigeen nog dat dit de oudste homobar van Amsterdam is. Andere homocafés aan dit gedeelte van de Amstel zijn Fame (voorheen o.a. Chez René en Mix Café) op nummer 50 en Queers (voorheen Rouge en Monopole) op nummer 60.
Vlak bij de bocht, op nummer 178, werd ten slotte midden jaren zeventig de Amstel Taveerne Club geopend door Ad van Besouw, de eigenaar van de Amstel Taveerne, en zijn partner Manfred Langer, die later de legendarische discotheek iT zou openen. De vrij kleine zaak aan de Amstel 178 werd later populair als de lesbische bar/disco You II. Nadien kwamen hier met tussenpozen de homozaken Club Roque, Club YOLO en naaktbar Free Willie.
Ook in de zijstraten Halvemaansteeg en Amstelstraat bevonden zich enkele homocafés.
Andere concentraties van de Amsterdamse homohoreca bevinden zich in de Reguliersdwarsstraat, de Kerkstraat, de Warmoesstraat en aan de Zeedijk.